# 154932 Sviderskiene
154932 Sviderskiene este o planetă minoră (asteroid) din centura de asteroizi. A fost descoperită pe 12 octombrie 2004 la Molėtų astronomijos observatorija⁠(d) de Kazimieras Černis⁠(d). 
Obiectul prezintă o orbită caracterizată de o semiaxă mare de 3,9714371403927 UAi, o excentricitate de 0,25, o înclinație de 1,6 ° în raport cu ecliptica.